# میمورا موتوچیکا
میمورا موتوچیکا (به ژاپنی: 三村元親); نامشخص – ۹ ژوئیهٔ ۵۷۵) سامورایی و صاحب قلعه بیچو ماتسویاما اهل ولایت بیچو در ژاپن بود. پدر وی در سال ۱۵۶۶ توسط دو برادر که از طرف اوکیتا نائوایه دستور داشتند با تفنگ ترور شد. پس از مرگ پدر وی انتقام از خاندان اوکیتا را هدف قرار داد.
پس از آنکه در سال ۱۵۷۴ خاندان موری روابط دوستی با خاندان اوکیتا برقرار کرد. موتوچیکا با مخالفت عمو و برخی از ملازمش با اودا نوبوناگا ارتباط برقرار کرد و از خاندان موری جدا شد. همچنین با دو دایمیو اوراگامی مونه‌کاگه و میئورا ساداهیرو که در نبرد تنجین یاماجو در سال ۱۵۷۵ با نائوایه جنگیده بودند، وحدت کرد.
پس از آگاهی از جدایی موتوچیکا، خاندان موری پس از حمله به ولایت بیچو مستقیم قلعه بیچو ماتسویاما را هدف نگرفت بلکه قلعه‌های کوچک اطراف آن را یکی پس از دیگری تصرف کرد و برادر کوچکتر وی مجبور به هاراکیری شد. در ماه پنجم در سال ۱۵۷۵ قلعه بیچو ماتسویاما نیز سقوط کرد و ارباب آن موتوچیکا هاراکیری کرد.